# Sistema de bitllet electrònic
Un sistema de bitllet o billetatge electrònic (indicat amb l'acrònim SBE, o també AFCS, de l'anglès Automatic Fare Collection System) és aquell utilitzat en nombrosos entorns de transport públic que fa ús d'equipaments electrònics (com validadores i sistemes de localització) i que gestiona els títols de transport electrònics mitjançant targetes intel·ligents (smartcard en anglès).
Els sistemes de bitlletatge electrònic són utilitzats típicament en entorns territorials en els quals hi ha establerts sistemes tarifaris integrats pels serveis de transport públic.
Un sistema de bitlletatge automàtic està format típicament dels següents sub-sistemes:
- sistema de venda (emissió o recàrrega del crèdit sobre la targeta intel·ligent);
- sistema de validació (a bord, a les estacions) i auditoria;
- sistema de recollida de dades de venda i validació (una xarxa comuna a ambdós circuits);
- sistema central de gestió i distribució de beneficis (clearing).

Els sistemes de bitlletatge electrònic poden operar en temps real (per exemple amb els sistemes AVL o AVM, per mitjà d'una línia RS485, Ethernet o Via ràdio. En tal mode, particularment en entorns que abasten diferents zones tarifaries, les informacions sobre les validacions poden ser transferides automàticament al servidor central, eliminant la necessitat de la intervenció manual del conductor per a descarregar les dades.

## Les tecnologies
Les tecnologies utilitzades pels sistemes de bitlletatge electrònic poden ser de diverses menes, en funció de la interfície suportada (amb contacte, sense contacte, dual) i amb les normatives de referència.
Entre les tecnologies més difoses hi ha:
- MIFARE;
- Calypso;
- FeliCa;
- MIT (Mascara italiana pel transport).

## Les experiències a Itàlia
A Itàlia s'han dut a terme diverses instal·lacions de sistemes de bitlletatge electrònic cobrint àmbits més o menys extensos (ciutats, províncies, regions). Un dels projectes de més vasta escala va ser el projecte "Mi Muovo", que es va fer el 2012 per permetre la plena integració tarifaria i tecnològica de tots els serveis de transport públic de la Regió Emilia-Romagna.

## Prova de camp amb el mòbil
L'any 2011 es va llençar a Milà la prova de camp d'un sistema de bitlletatge fent ús del mòbil. En ell es pot utilitzar el mòbil per comprar i validar els bitllets d'autobús o de metro. La tecnologia que utilitza aquesta innovació és la NFC (Near Field Communication).